# ハリウッド

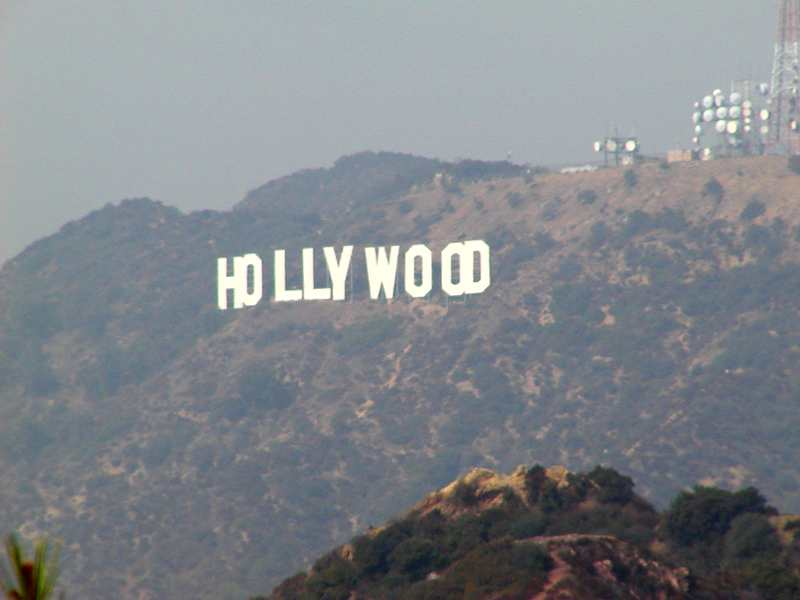
ハリウッドサイン

ハリウッド（英: Hollywood）は、アメリカ合衆国カリフォルニア州のロサンゼルス市にある地区。映画産業の中心地。アメリカ映画のことを指してハリウッドとも呼ばれる。

## 地名
英語の「hollywood」とは 「ヒイラギの森」という意味だが、元々はイチジク果樹園であった。ハリウッドという別荘の名を不動産業者ウィルコックスの妻が気に入り、その土地の名として名付けられた。
地名に見られるホーリールード（聖十字架などの意味）と音韻が類似する語である。漢字表記の「聖林」は、Holly-（、柊）をHoly-（、聖）と誤訳され、そのまま定着してしまったものである。

## 映画の中心地・ハリウッドの歴史

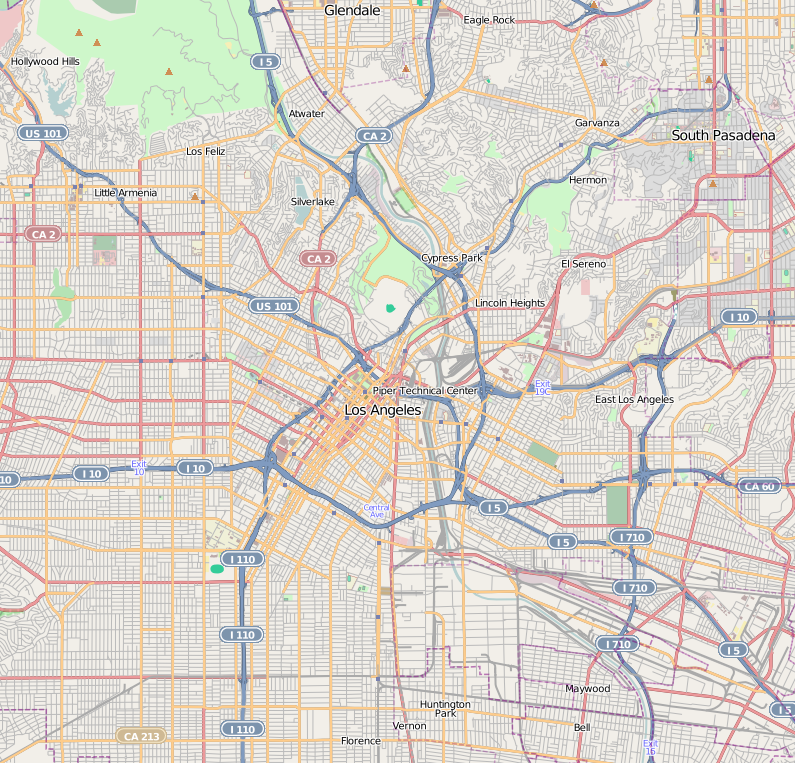
ロス市内北北西に位置する。

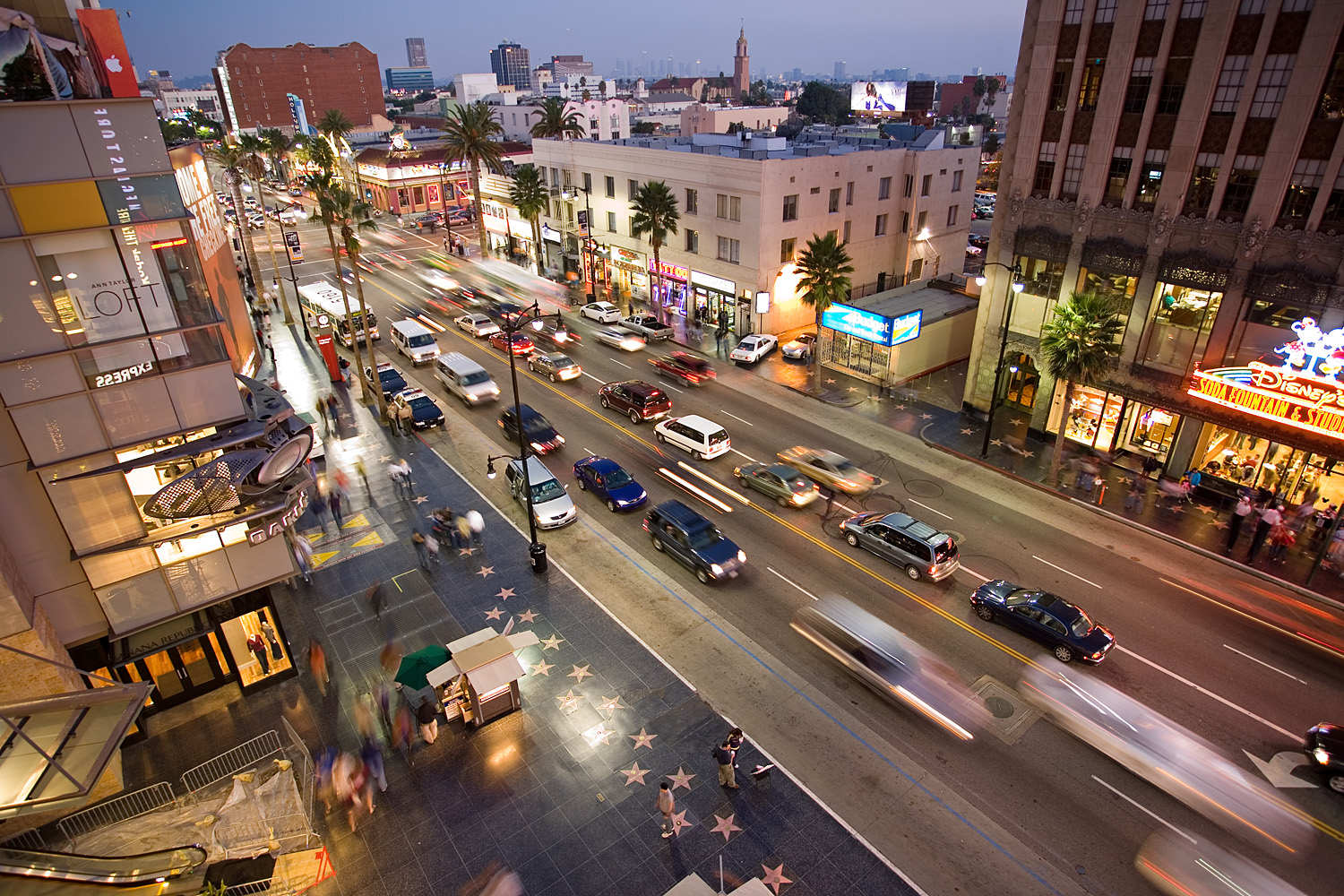
ハリウッド・ブールバード

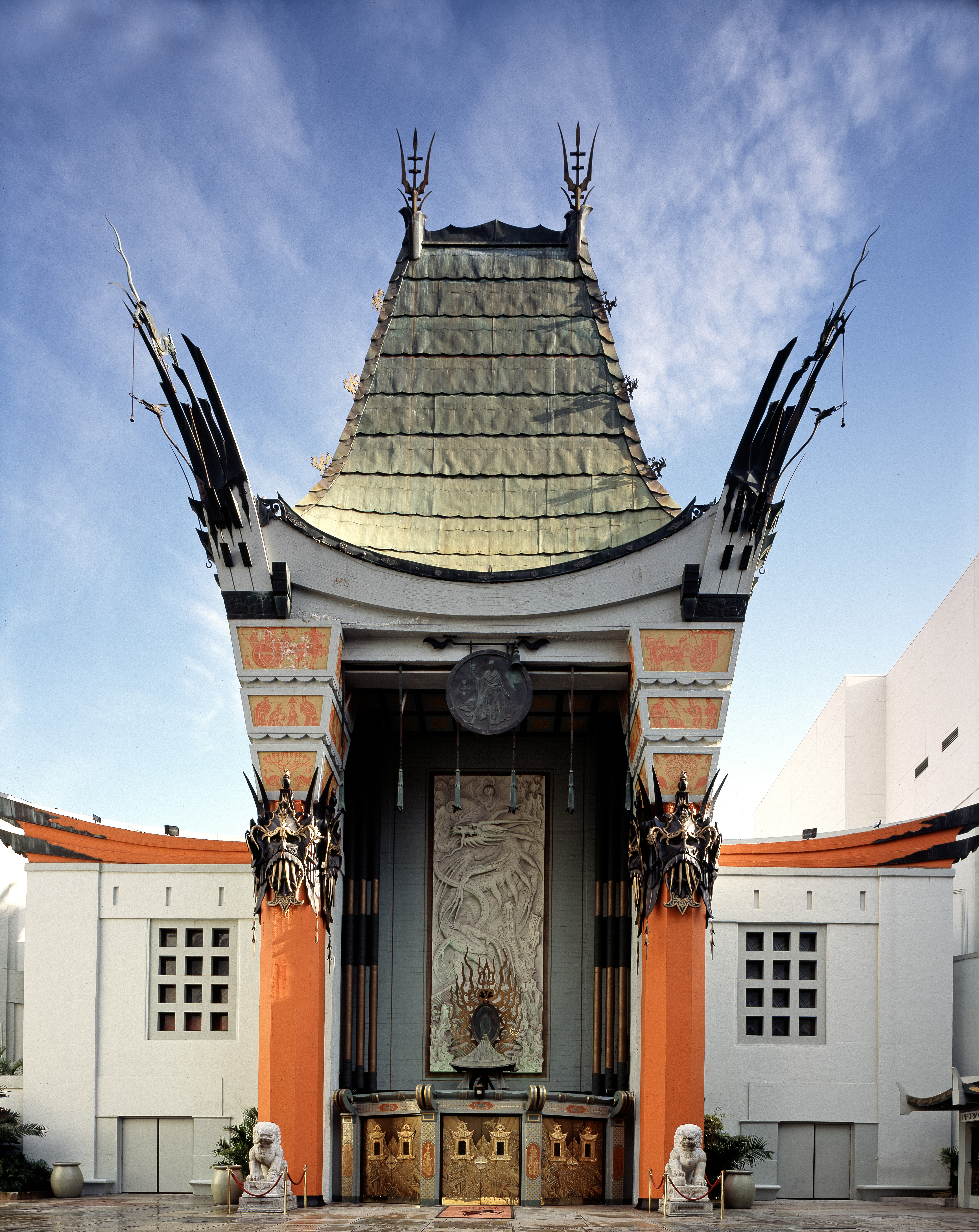
グローマンズ・チャイニーズ・シアター

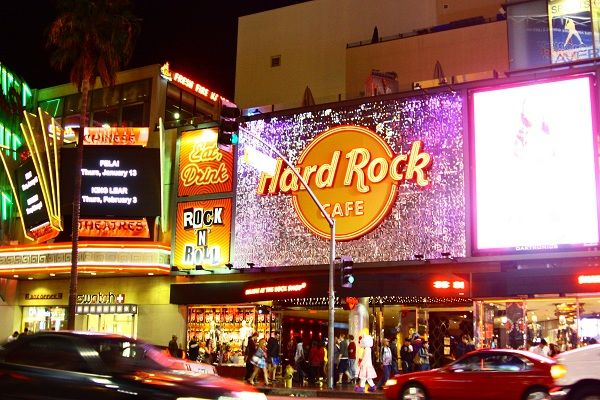
ネオンで華やかなハリウッドの様子

1903年、当時農村だったハリウッドは市制を施行するが、1910年にロサンゼルス市と合併した。20世紀初めのこの時代、映画の中心地はニューヨーク（ニュージャージー州フォート・リー）とシカゴであった。
特許をめぐる争いが発端となり、当時の大手映画製作者や映画関連機器製造業者、一般製造業者ら含め9社が、それぞれの特許を持ち寄って管理するモーション・ピクチャー・パテンツ・カンパニーを1908年に設立した。これに参加しない映画関連業者にはカンパニーから高額の特許料が請求された。参加が認められなかった中小の制作者らは一斉にこれに反発。特許料を払わずに買えるヨーロッパ製の機器やフィルムを使って撮影を続行した。
カンパニー側は探偵を雇って違反者を片端から摘発したため、独立系の制作者はカンパニーの目のとどかぬ土地に出かけて映画を制作した。中でもロサンゼルス一帯は気候もよく、映画の撮影には理想的で、クリエイターが集まり始めた。また、この地はメキシコに近く、カンパニー側の追っ手がやってくることを察知して国境を越えて逃げることができた。カンパニーは1912年に反トラスト法違反であると指摘され、1915年には連邦裁判所で反トラスト法違反であるとされた。カンパニーは1917年には消滅し、これに前後してカンパニー参加業者らも次々にハリウッドに拠点を移した。
当時アメリカ経済の中心だった東海岸は天候が悪かった。当時の映画は、フィルム感度の問題から屋外のような明るい場所でしか撮影できなかった。電球などの照明はあったが、映画撮影を行うには十分な明るさを確保できなかった。そのため映画会社は、日が長く、地中海性気候のため夏にまばゆい太陽が輝くカリフォルニア州に次々に移っていった。また、まだ民族差別の激しかった時代の出演者やクリエイター達は、出自を偽ることが多かった。当時はまだ東海岸を中心にWASPがアメリカの支配層であり、イタリア系・アイルランド系・ユダヤ系などの真の出自を表に出してはスターにはなれなかったからである。
最初のハリウッドの映画スタジオは、1911年にネストール社が建てたものである。同じ年に、さらに15のスタジオが建てられた。
政治色を出すことに抵抗のないアメリカで、ハリウッドで活躍する俳優達は一般的にリベラルであるとされる。一方で共和党支持の俳優も多く、傾向として演技派の俳優が民主党寄り、アクション俳優が共和党寄りであることが多い。

## ハリウッドサイン

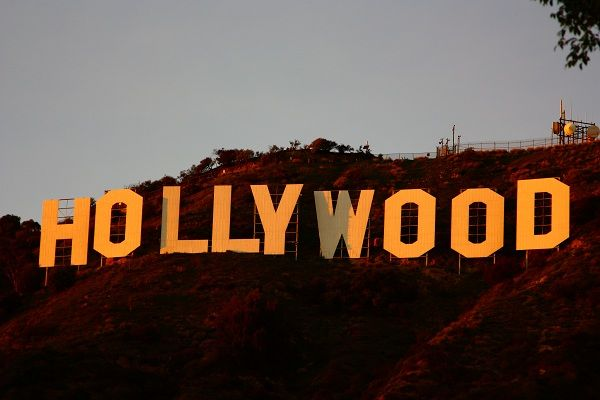
夕陽に照らされたハリウッドサイン

ハリウッド地区を象徴する看板「HOLLYWOOD」は世界的に有名である。晴れた日には40 - 50キロメートル離れたところからでも見える。この看板は、1923年に「HOLLYWOODLAND」という不動産会社の広告として、一文字が高さ14メートル（45フィート）、幅9メートル（30フィート）もある「HOLLYWOODLAND」という文字に、4千個の電球が取り付けられ、当時の金額で21,000ドルをかけて製作されたものだった。
広告の保守・管理が1939年にやめられたため、長年風雨にさらされ「LAND」の部分が破損、美観を損ねるため1949年に地元の商工会議所が一般からの寄付を募り、4千ドルを費やし破損した部分を撤去した。やがて残された部分も傷みがひどくなり、1973年に2万8千ドルの寄付を募ることにより全面改修を計画。1978年にハリウッド看板基金が設立された。同年ヒューズ・ヘリコプター会社、パシフィック・アウトドア広告会社、ヒース看板会社が共同で元々の看板を解体、同じ場所に鉄骨造りで、現在の「HOLLYWOOD」の看板を建てた。
看板そのものはロサンゼルス市の管理下にあるが、土地はシカゴを拠点とする地主の私有地である。地主は不動産会社への売却を検討していた。それに対して、保存団体「ザ・トラスタ・フォー・パブリック・ランド」が2010年2月に売却阻止を狙って、買収資金1,250万ドルの募金集めを開始した。募金が目標額に達した場合には、土地を買収した上でロサンゼルス市に移譲し、隣接する公園に組み込む予定。

### エピソード
- 看板は最初「HOLLYWOODLAND」だった。しかし、英女優のペグ・エントウィスルが、映画「Thirteen Women（英語版）」の製作決定が取り消しとなったことに悲観し、1932年9月18日の夜に「HOLLYWOODLAND」の「H」に立てかけてあった作業用の梯子を使い、その上まで登り飛び降り自殺した。その後、自殺の原因を「HOLLYWOODLAND」の文字数がアメリカ文化では不吉とされる13にあるとみなされ、「LAND」の4文字が撤去され、現在の9文字になったと言われている。
- 特別なイベントなどがある時は、サインの文字を隠したり板を付け足したりして別の意味の言葉に変えることがある。
- 1991年公開の映画「ロケッティア」では、クライマックスでティモシー・ダルトン演じる映画俳優ネヴィル・シンクレア（実はナチスのスパイという設定）が、背中に背負ったロケットパックの燃料漏れに気付かずに点火して飛行し、ロケットの炎が漏れた燃料に引火し火の玉となって墜落した先が「HOLLYWOODLAND」の「LANDー」の4文字の上だったため、爆発して焼失したというオチとして用いられている。